# Нормативный контроль
Нормати́вный контро́ль, также авторитетные файлы в библиотечном деле — организация библиотечных каталогов и библиографической информации путём присвоения каждой теме определённого названия. Такие уникальные заголовки последовательно используются в каталоге и работают вместе с другими организационными данными, например, перекрёстными ссылками. Каждый заголовок имеет краткое описание пределов применимости и использования, такая организация помогает персоналу библиотек поддерживать каталог в актуальном состоянии и упрощает работу исследователям.
Каталогизаторы присваивают каждой сущности (автор, книга, серия, издательство) уникальный текстовый идентификатор, который последовательно используется для однозначного описания всех отсылок к этой сущности, даже если это вариант записи, псевдоним или криптоним. Уникальный заголовок позволяет получить всю релевантную информацию, включая сведения о связанных с данной сущностях. Нормативный контроль может располагаться в базе данных и содержать связи с другими сущностями и другими базами. Поэтому нормативный контроль — разновидность библиографического контроля и нормативного словаря.
Хотя теоретически нормативному контролю может подвергаться любая информация (условные заглавия, личные имена, корпоративные названия), в библиотеках каталоги обычно сосредоточены вокруг имён авторов и названий книг. Классификация Библиотеки Конгресса США выполняет сходную функцию, хотя обычно их рассматривают раздельно. Со временем записи нормативного контроля требуется изменять и обновлять; хотя его целью не является создание идеальной неразрывной системы хранения данных, он помогает систематизировать и искать информацию.

## Преимущества нормативного контроля
- Поиск упрощается. Литературу по теме можно найти быстрее[7]. Хорошо продуманный цифровой каталог (база данных) может обработать запрос, выдав в ответ устоявшийся термин или фразу, что улучшает точность поиска и экономит время[9].
- Поиск становится более предсказуемым[10]. В запросах можно использовать логические операторы И, ИЛИ, НЕ и другие[8]. Повышается релевантность поиска[9].
- Систематичность записей повышается[11][12][13].
- У информации появляется организация и структура[7].
- Повышается эффективность каталогизации. При распределении новых поступлений можно воспользоваться результатами нормативного контроля, чтобы избежать повторного внесения в базу данных/каталог[7][8].
- Увеличение ресурсов библиотеки[7].
- Упрощение поддержки каталога. Каталогизаторы с его помощью ищут и исправляют ошибки, а автоматизированное программное обеспечение может выполнять очистку каталога без участия человека[14]. Нормативный контроль помогает создателям и пользователям метаданных[9].
- Уменьшение количества ошибок. Нормативный контроль позволяет выявлять и исправлять ошибки (опечатки и неверная запись имён и названий), в том числе автоматически[6].

## Примеры

### Различные названия, описывающие один и тот же объект
| Библиотека                           | Заголовок                                                    |
| ------------------------------------ | ------------------------------------------------------------ |
| Virtual International Authority File | VIAF ID: 107032638                                           |
| Английская Википедия                 | Diana, Princess of Wales                                     |
| WorldCat                             | Diana Princess of Wales 1961—1997                            |
| Немецкая национальная библиотека     | Diana <Wales, Prinzessin>                                    |
| Gemeinsame Normdatei                 | GND ID: 118525123                                            |
| Библиотека Конгресса США             | Diana, Princess of Wales, 1961—1997                          |
| Национальная библиотека Испании      | Windsor, Diana, Princess of Wales                            |
| Getty Union List of Artist Names     | Diana, Princess of Wales English noble and patron, 1961—1997 |
| Национальная библиотека Нидерландов  | Diana, prinses van Wales, 1961—1997                          |

Иногда один и тот же человек или предмет имеет в каталоге несколько вариантов имени или названия, что может вызвать проблемы из-за пропуска информации. Нормативный контроль позволяет группировать логически связанные материалы. Каталогизаторы выбирают универсальный индекс, содержащий все возможные варианты, варианты орфографии и частые ошибочные варианты, различные даты и пр. К примеру, в статье Диана, принцесса Уэльская о ней пишут как о «Диане» и как о «принцессе Диане», а в нормативном контроле её бы назвали однозначно. Онлайн-каталог может выглядеть так:
1. Diana. (1)
2. Diana, Princess of Wales. (1)
3. Diana, Princess of Wales, 1961—1997 (13)
4. Diana, Princess of Wales 1961—1997 (1)
5. Diana, Princess of Wales, 1961—1997 (2)
6. DIANA, PRINCESS OF WALES, 1961—1997. (1)
7. Diana, Princess of Wales, — Iconography. (2)

Все эти варианты описывают одного и того же человека. При нормативном контроле выбирается единая «точка доступа»: Diana, Princess of Wales, 1961—1997.
Так как каждая библиотека изначально разрабатывала точки входа самостоятельно, для упрощения существуют стандартизированные каталоги типа VIAF. Например, идентификатор принцессы Дианы в Немецкой национальной библиотеке — 118525123, а в Библиотеке Конгресса — Diana, Princess of Wales, 1961—1997. VIAF предлагает общий идентификатор VIAF ID: 107032638, объединяющий все эти варианты.

### Одно название, описывающее разные объекты
Иногда два разных автора публикуются под одним именем, например, если они полные тёзки или используют коллективный псевдоним. Для разрешения неоднозначности в точку доступа может быть добавлена дополнительная информация: даты рождения и смерти, годы активности, характеристический эпитет.

## Записи нормативного контроля
Обычный способ введения нормативного контроля в библиотечный каталог — составление отдельного управляющего списка элементов, на который и с которого на каталог ведут перекрёстные ссылки. Этот список часто называют «нормативным файлом» (англ. authority file). Он содержит все варианты заголовков, включая предпочтительные, а также (иногда) — сведения, полученные в процессе исследования этих вариантов.
Единственная функция нормативных файлов — не предоставлять информацию, а организовывать её. Они позволяют лишь понять, что данное имя или название уникально. Обычное содержимое нормативного файла в англоязычных странах приведено ниже[где?].
- Заголовок содержит предпочитаемое (авторизованное) наименование. Важно, чтобы заголовок был уникальным, в случае конфликта выбирается только один.

Так как заголовки являются точками доступа, важно удостовериться в том, что они индивидуальны и не конфликтуют с существующими. К примеру, английский писатель Уильям Коллинз (1824—1889), среди произведений которого — «Лунный камень» и «Женщина в белом», более известен как Уилки Коллинз. Каталогизаторы должны решить, под каким именем его чаще всего будут искать читатели, а также следует ли создать ещё одну запись с другим именем и ссылкой на выбранное.Оригинальный текст (англ.)Since the headings function as access points, making sure that they are distinct and not in conflict with existing entries is important. For example, the English novelist William Collins (1824–89), whose works include the Moonstone and The Woman in White is better known as Wilkie Collins. Cataloguers have to decide which name the public would most likely look under, and whether to use a see also reference to link alternative forms of an individual's name.— Moya K. Mason